# Domkirche Lampertheim

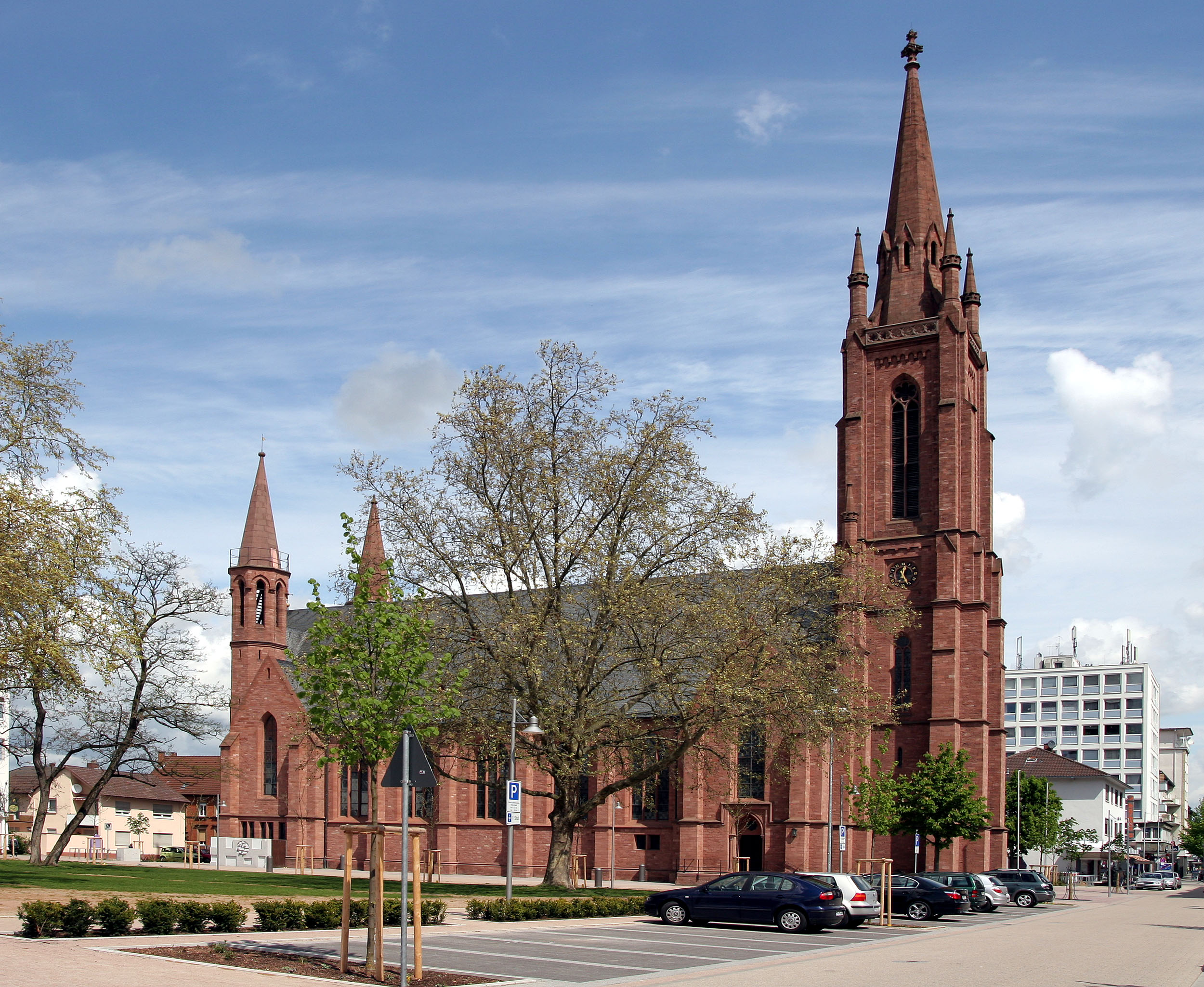
Domkirche Lampertheim

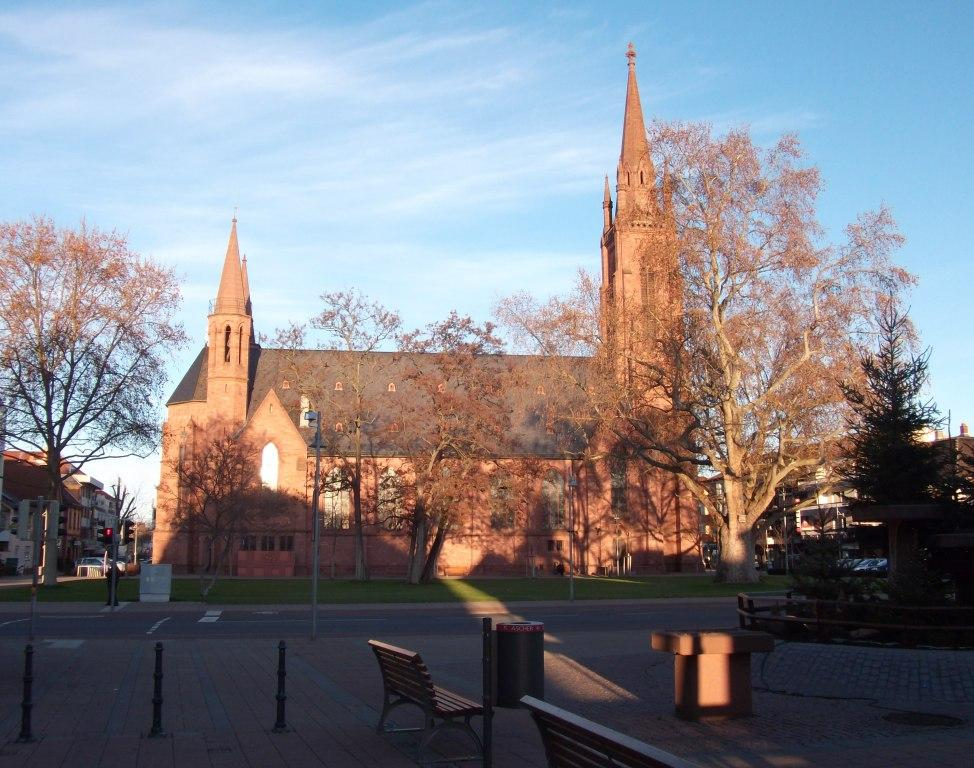
Domkirche Lampertheim

Die Domkirche Lampertheim (auch Dom des Rieds) ist die Kirche der evangelischen Lukasgemeinde in Lampertheim und Wahrzeichen der Stadt. Die Kirchengemeinde gehört zum Dekanat Bergstraße in der Propstei Starkenburg der Evangelischen Kirche in Hessen und Nassau.

## Geschichte
Lampertheim gehörte bis zum Jahr 1803 zwar zum Bistum Worms, war aber von 1386 bis 1705 an die Pfalzgrafen in Heidelberg bzw. Mannheim (Kurfürsten des Heiligen Römischen Reiches Deutscher Nation) verpfändet. Unter dieser „Steiner Pfandschaft“ wurde die Reformation von den Kurfürsten Friedrich II., Ottheinrich und Friedrich III. von der Pfalz um das Jahr 1540 planmäßig eingeführt. Nachdem im Jahre 1682 das römisch-katholische Bekenntnis in Lampertheim wieder zugelassen wurde, diente die Andreaskirche von Lampertheim beiden Konfessionen für Gottesdienste. In dieser Zeit wuchs die evangelische Gemeinde an, so dass der Wunsch nach einem eigenen Kirchengebäude aufkam.
1857 beschloss der Gemeinderat von Lampertheim, die bis dato als Simultankirche genutzte Andreaskirche der katholischen Gemeinde zu überlassen und der evangelischen Gemeinde ein eigenes Kirchengebäude zu errichten. Den Auftrag erhielt der Architekt Christian Horst, großherzoglich hessischer Kreisbaumeister in Bensheim. Am 14. Mai 1863 (Fest Christi Himmelfahrt) wurde der Grundstein gelegt; am 18. Oktober 1868 die Kirche eingeweiht. 1928 schuf der Maler Otto Linnemann in Frankfurt am Main Farbverglasungen für die Kirche.
Im Mai 1944 wurde das Kirchenschiff durch einen Bomberangriff zerstört. Weitgehend unbeschadet blieben lediglich der Hauptturm und die beiden Westtürme. Der Wiederaufbau begann im Jahr 1955. Das Langhaus wurde allerdings, abweichend vom ursprünglichen Bau, nicht als dreischiffiger Kirchenbau, sondern als Hallenkirche (Wandpfeilerhalle) mit angedeuteten Seitenschiffen und Spitztonnengewölbe errichtet. 1956 wurde die Kirche wieder eingeweiht. Erst 1994 wurde der im Krieg erheblich beschädigte südliche Westturm wiederhergestellt.

## Architektur
Die Domkirche Lampertheim wurde im neugotischen Stil errichtet. Das Kirchenschiff ist 23 m hoch. Der Chor wird durch zwei 37 m hohe Westtürme flankiert, der Hauptturm ist 60 m hoch. Die Kirche ist insgesamt 55 m lang und 20 m breit.

## Orgel
Die erste Orgel der Domkirche, 1868 gebaut von der Orgelbauwerkstatt Johann Heinrich Schäfer in Heilbronn, wurde bei dem Bomberangriff im Mai 1944 zerstört. 1957 wurde ein neues Instrument eingeweiht, das von Orgelbau Walcker in Ludwigsburg erbaut worden war. 2004 wurde dieses Instrument nach Polen verkauft und 2005 eine neue Orgel eingeweiht. Sie stammt von Orgelbau Vleugels in Hardheim im Odenwald. Das Instrument hat derzeit 35 von 44 geplanten Registern (2062 Pfeifen) und einen Vorabzug auf drei Manualen und Pedal. Farblich gestaltet wurde die Orgel durch den Kirchenmaler Eberhard Münch.
| I Hauptwerk C–g3 |              |       |     |
| 1.               | Untersatz    | 32′   | (v) |
| 2.               | Praestant    | 16′   |     |
| 3.               | Bourdon      | 16′   | (v) |
| 4.               | Principal    | 8′    |     |
| 5.               | Gedacktflöte | 8′    |     |
| 6.               | Viol di Gamb | 8′    |     |
| 7.               | Octave       | 4′    |     |
| 8.               | Spitzflöte   | 4′    |     |
| 9.               | Quinte       | 2 ⁄3′ |     |
| 10.              | Superoctav   | 2′    |     |
| 11.              | Cornet V     |       | (v) |
| 12.              | Mixtur IV    |       |     |
| 13.              | Trompete     | 8′    |     |

| II Schwell-Positiv C–g3 |                 |        |     |
| 14.                     | Gemshorn        | 8′     | (v) |
| 15.                     | Gedeckt         | 8′     |     |
| 16.                     | Flöte travers   | 8′     | (v) |
| 17.                     | Geigenprincipal | 4′     |     |
| 18.                     | Flöte           | 4′     |     |
| 19.                     | Quintflöte      | 2 ⁄3′  |     |
| 20.                     | Waldflöte       | 2′     |     |
| 21.                     | Terzflöte       | 1 3⁄5′ |     |
| 22.                     | Cromorne        | 8′     |     |
|                         | Tremulant       |        |     |

| III Schwellwerk C–g3 |                            |       |     |
| 23.                  | Großgamba                  | 16′   |     |
| 24.                  | Flöte                      | 8′    |     |
| 25.                  | Salicional                 | 8′    |     |
| 26.                  | Vox coelestis              | 8′    |     |
| 27.                  | Fugara                     | 4′    |     |
| 28.                  | Traversflöte               | 4′    |     |
| 29.                  | Nasard                     | 2 ⁄3′ |     |
| 30.                  | Flautino                   | 2′    |     |
| 31.                  | Violine (vorab aus Nr. 33) | 2′    |     |
| 32.                  | Terz                       | 13/5′ | (v) |
| 33.                  | Harmon. aeth. III–IV       |       |     |
| 34.                  | Basson                     | 16′   | (v) |
| 35.                  | Oboe                       | 8′    |     |
|                      | Tremulant                  |       |     |

| Pedalwerk C–f1 |                       |         |     |
| 36.            | Untersatz (aus Nr. 1) | 32′     | (v) |
| 37.            | Violonbass            | 16′     |     |
| 38.            | Subbass               | 16′     |     |
| 39.            | Quintbass             | 10 2⁄3′ |     |
| 40.            | Octavbass             | 8′      |     |
| 41.            | Cello                 | 8′      |     |
| 42.            | Superoctavbass        | 4′      |     |
| 43.            | Posaune               | 16′     |     |
| 44.            | Trompete              | 8′      | (v) |

- Anmerkung

(v) = vakant, für späteren Einbau vorbereitet

## Glocken
Seit Juli 2013 hängt im Hauptturm ein neues, sechsstimmiges Bronzegeläut. Die Glocken wurden von der Glocken- und Kunstgießerei Rincker in Sinn gegossen und haben ein Gesamtgewicht von 6,5 Tonnen. Sie ersetzen ein dreistimmiges Stahlglocken-Geläut aus dem Jahr 1949, das vom Bochumer Verein gegossen wurde.
| Nr. | Name               | Gewicht | Durchmesser | Schlagton (16tel) | Inschrift                                                      |
| --- | ------------------ | ------- | ----------- | ----------------- | -------------------------------------------------------------- |
| 1   | Christusglocke     | 2414 kg | 1550 mm     | c1 +3             | Jesus Christus gestern und heute und Derselbe auch in Ewigkeit |
| 2   | Reformationsglocke | 1543 kg | 1320 mm     | es1 +4            | Ein feste Burg ist unser Gott                                  |
| 3   | Friedensglocke     | 1172 kg | 1196 mm     | f1 +4,5           | Friede sei mit dir                                             |
| 4   | Vaterunser-Glocke  | 0615 kg | 0983 mm     | as1 +4            | Geheiligt werde dein Name                                      |
| 5   | Taufglocke         | 0446 kg | 0878 mm     | b1 +3,5           | Lasset die Kinder zu mir kommen                                |
| 6   | Segensglocke       | 0339 kg | 0800 mm     | c2 +3             | Der Herr segne dich und behüte dich                            |